# Hell Is Real Derby

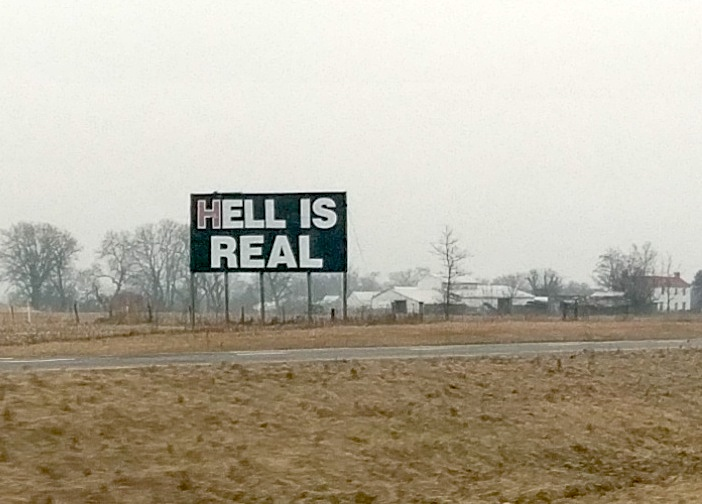
Il cartello sull'I-71 che ha ispirato il nome del derby.

L'Hell Is Real Derby, noto anche come Derby dell'Ohio, è la rivalità tra le due franchigie della Major League Soccer con sede nello stato federato dell'Ohio, il Columbus Crew ed il FC Cincinnati. Deve il suo nome ad un cartello religioso presente sull'Interstate 71 che connette le due città.

## Storia
Il primo incontro della storia tra le due compagini si disputò al Nippert Stadium di Cincinnati il 14 giugno 2017 nel quarto turno della U.S. Open Cup, quando la squadra locale faceva ancora parte della USL. Ciononostante, gli arancio-blu riuscirono ad imporsi per 1-0.
A seguito del passaggio del Cincinnati in MLS all'inizio della stagione 2019, i due club hanno cominciato ad affrontarsi annualmente nella stagione regolare del campionato. Il primo derby della storia in MLS, disputato al Mapfre Stadium di Columbus il 10 agosto 2019, è terminato 2-2, mentre la prima vittoria di sempre del Columbus Crew in questa sfida è arrivata due settimane dopo, in trasferta a Cincinnati con il netto risultato di 3-1. Le due squadre si sono inoltre anche affrontate nello speciale MLS is Back Tournament. La sfida, disputatasi l'11 luglio 2020 a Bay Lake, in Florida è terminata 4-0 per il Columbus Crew.

## Risultati
Vittoria Columbus Crew
  Vittoria Cincinnati
  Pareggio
| #  | Data       | Competizione       | Stadio              | In casa       | Risultato   | In trasferta  | Marcatori FC Cincinnati | Marcatori Columbus Crew        | Spettatori |
| -- | ---------- | ------------------ | ------------------- | ------------- | ----------- | ------------- | ----------------------- | ------------------------------ | ---------- |
| 1  | 17/06/2017 | U.S. Open Cup 2017 | Nippert Stadium     | FC Cincinnati | 1 - 0       | Columbus Crew | Djiby                   |                                | 30.160     |
| 2  | 10/08/2019 | MLS 2019           | Mapfre Stadium      | Columbus Crew | 2 - 2       | FC Cincinnati | Mattocks, Ledesma       | Zardes, Pedro Santos           | 20.865     |
| 3  | 25/08/2019 | MLS 2019           | Nippert Stadium     | FC Cincinnati | 1 - 3       | Columbus Crew | Manneh                  | Zardes (2), Díaz               | 30.611     |
| 4  | 11/07/2020 | MLS is Back        | ESPN Sports Complex | FC Cincinnati | 0 - 4       | Columbus Crew |                         | Zelarayán, Zardes (2), Mokhtar | 0          |
| 5  | 29/08/2020 | MLS 2020           | Nippert Stadium     | FC Cincinnati | 0 - 0       | Columbus Crew |                         |                                | 0          |
| 6  | 06/09/2020 | MLS 2020           | Mapfre Stadium      | Columbus Crew | 3 - 0       | FC Cincinnati |                         | Pedro Santos, Zardes (2)       | 1.500      |
| 7  | 14/10/2020 | MLS 2020           | Nippert Stadium     | FC Cincinnati | 2 - 1       | Columbus Crew | Kubo, Hagglund          | Pedro Santos                   | 0          |
| 8  | 09/07/2021 | MLS 2021           | TQL Stadium         | FC Cincinnati | 2 - 2       | Columbus Crew | Castillo, Acosta        | Zelarayán, Berry               | 25.701     |
| 9  | 27/08/2021 | MLS 2021           | Lower.com Field     | Columbus Crew | 3 - 2       | FC Cincinnati | Matarrita, Atanga       | Zelarayán, Berry               | 19.949     |
| 10 | 17/07/2022 | MLS 2022           | Lower.com Field     | Columbus Crew | 2 - 0       | FC Cincinnati |                         | Hernández, Zelarayán           | 20.741     |
| 11 | 27/08/2022 | MLS 2022           | TQL Stadium         | FC Cincinnati | 2 - 2       | Columbus Crew | Vázquez, Miazga         | Etienne, Moreira               | 25.037     |
| 12 | 20/05/2023 | MLS 2023           | TQL Stadium         | FC Cincinnati | 3 - 2       | Columbus Crew | Acosta (2), Moreno      | Zelarayán, Amundsen            | 25.513     |
| 13 | 20/08/2023 | MLS 2023           | Lower.com Field     | Columbus Crew | 3 - 0       | FC Cincinnati |                         | Morris, Cucho, Russell-Rowe    | 20.730     |
| 14 | 02/12/2023 | MLS 2023 Playoffs  | TQL Stadium         | FC Cincinnati | 2 - 3 (dts) | Columbus Crew | Vázquez, Acosta         | (aut.) Powell, Rossi, Ramirez  | 25.513     |
| 15 | 11/05/2024 | MLS 2024           | Lower.com Field     | Columbus Crew |             | FC Cincinnati |                         |                                |            |
| 16 | 14/09/2024 | MLS 2024           | TQL Stadium         | FC Cincinnati |             | Columbus Crew |                         |                                |            |

## Statistiche

### Incontri
Aggiornate al 27 agosto 2022.
|                        | Partite | Vittorie Columbus Crew | Pareggi | Vittorie FC Cincinnati | Reti Columbus Crew | Reti FC Cincinnati |
| ---------------------- | ------- | ---------------------- | ------- | ---------------------- | ------------------ | ------------------ |
| MLS                    | 9       | 4                      | 4       | 1                      | 18                 | 11                 |
| MLS is Back Tournament | 1       | 1                      | 0       | 0                      | 4                  | 0                  |
| U.S. Open Cup          | 1       | 0                      | 0       | 1                      | 0                  | 1                  |
| Totale                 | 11      | 5                      | 4       | 2                      | 22                 | 12                 |

### Titoli
| Squadra       | Campionati MLS | Supporters' Shield | U.S. Open Cup | Campeones Cup | Titoli di Regular Season USL | Totale |
| ------------- | -------------- | ------------------ | ------------- | ------------- | ---------------------------- | ------ |
| Columbus Crew | 2              | 3                  | 1             | 1             | 0                            | 7      |
| Cincinnati    | 0              | 1                  | 0             | 0             | 1                            | 2      |

## Cannonieri
| Posizione | Nome            | Squadra       | Reti segnate |
| --------- | --------------- | ------------- | ------------ |
| 1         | Gyasi Zardes    | Columbus Crew | 7            |
| 2         | Pedro Santos    | Columbus Crew | 3            |
| 2         | Lucas Zelarayán | Columbus Crew | 3            |
| 2         | Miguel Berry    | Columbus Crew | 3            |